# Vinicius Goncalves Matheu
Vinicius Goncalves Matheu (6 de junio de 1994) es un futbolista brasileño que juega como centrocampista.

## Trayectoria

### Clubes
| Club          | País   | Año    |
| ------------- | ------ | ------ |
| Nova Iguaçu   | Brasil | ????   |
| SC Sagamihara | Japón  | 2019 - |